# 大堀康祐
大堀 康祐（おおほり やすひろ、1966年3月5日 - ）は、日本のゲームメーカー「マトリックス」代表取締役。元ゲームライター、元プロゲーマー。うる星あんず、大堀師範代の名で活動していたこともある。うる星あんずというペンネームは漫画『うる星やつら』にちなんでつけられたものである。

## 来歴
高校時代の1983年初頭、ナムコ（現・バンダイナムコエンターテインメント）より『ゼビウス』が発売されると短期間のうちに攻略、日本で初めてカウンターストップとなる1000万点を達成した。『ゼビウス』の発売から約1か月後にはペンネーム「うる星あんず」を名乗り、中金直彦と共に『ゼビウス1000万点への解法』というミニコミ誌を発行。『ゼビウス』のヒットも重なって週刊誌でも取り上げられた。のちに田尻智へ再版を委託した分を含めると約1万部を売り上げ、当時のミニコミ誌としては記録的な大ベストセラーとなった。サザンオールスターズの桑田佳祐も同誌を持っていたほどである。そして、このミニコミ誌がきっかけとなり『ゼビウス』の制作者である遠藤雅伸との繋がりを得る。
1983年10月に発売された『マイコンBASICマガジン』（1983年11月号）の別冊付録「スーパーソフトマガジン」において、同ペンネームで『マッピー』（ナムコ）の攻略記事を執筆。翌月号から1984年2月号にかけての別冊付録では『ゼビウス』の攻略記事を執筆した。1984年2月号別冊では遠藤雅伸へのインタビューを行った記事も掲載された。
大学時代は遠藤雅伸の紹介によりナムコでアルバイトを行い、ファミコン用ソフト『ドルアーガの塔』（1985年8月発売）の開発に携わる。この開発に携わったことが本格的にゲーム制作を行っていく転機となった。大学卒業後、サイトロン・アンド・アートに在籍してファミコン用ソフト『サンリオカーニバル』（1990年11月発売）の開発において企画からマスターアップまでの全工程を担当。この後、フリーランスへ転向してメガドライブ用ソフト『ランドストーカー 〜皇帝の財宝〜』（1992年10月）を企画した。
1994年7月に有限会社マトリックスを設立（1998年1月に株式会社に改組）、『ランドストーカー 〜皇帝の財宝〜』の流れを組むプレイステーション用ソフト『アランドラ』（1997年4月発売）、『アランドラ2 魔進化の謎』（1999年11月発売）を発売した。
2016年10月、株式会社ゲーム文化保存研究所を設立、ゲーム文化の保存・研究に乗り出す。

## メディア出演

### テレビ番組
- 仮想現実遊戯大全 第1話 ゲーム・ワールドへの招待 あなたは誰?（NHK BS2、1992年7月21日放映）
- GTV